# Protesterna i Iran 2022

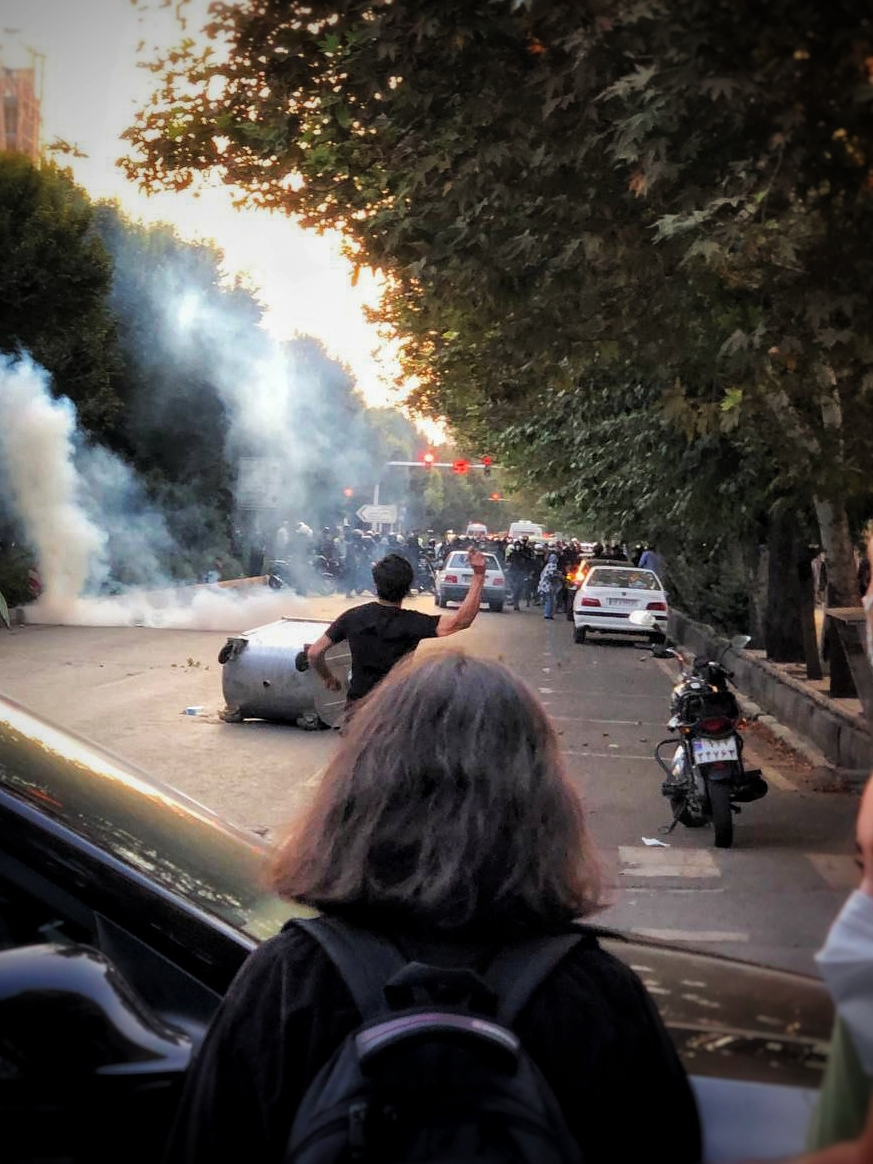
Demonstranter i Teheran, 20 september 2022.

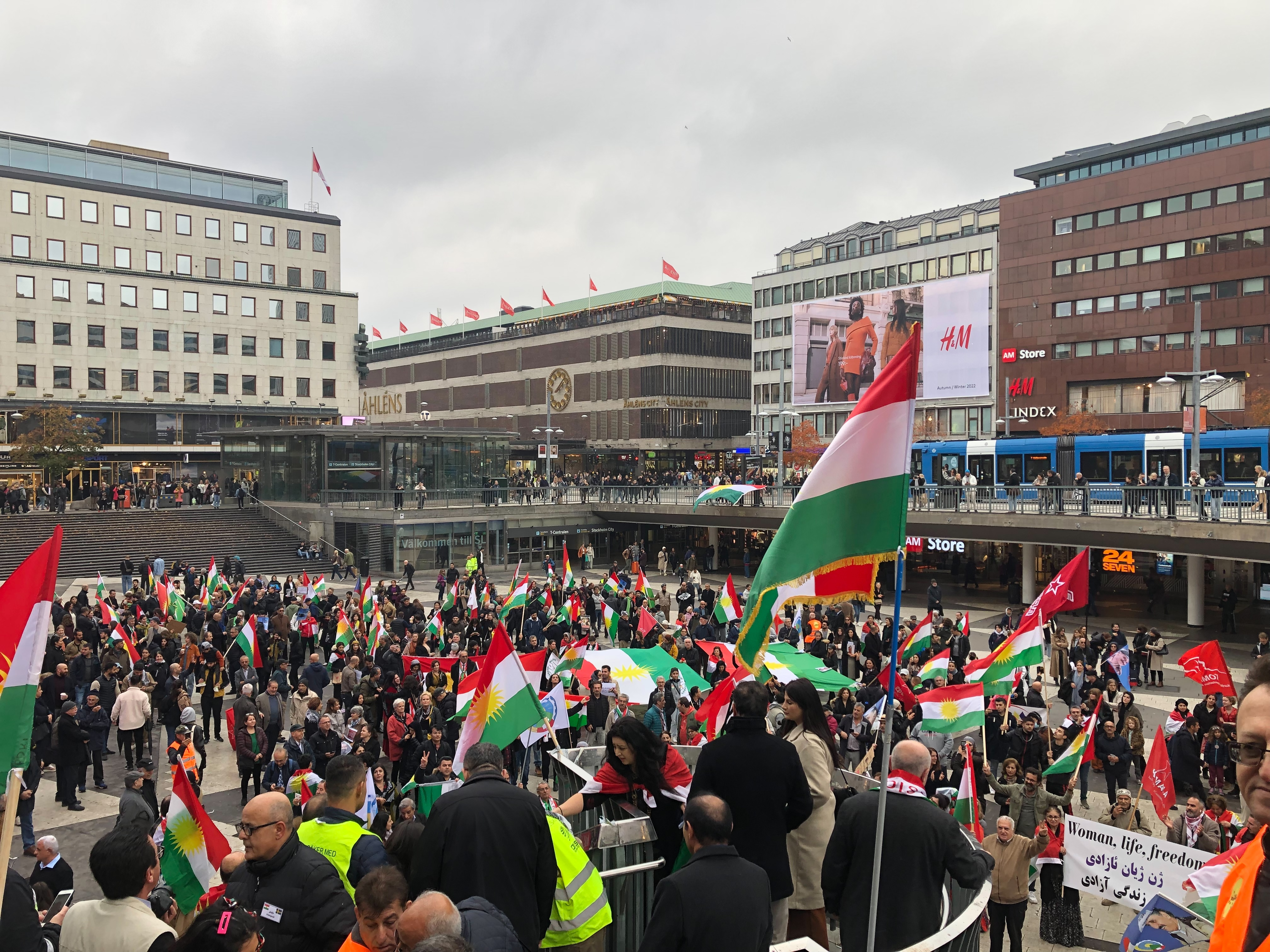
Protester i Stockholm.

Protesterna i Iran mot regimen inleddes 16 september 2022 som en reaktion på Mahsa Jina Aminis död.
22-åriga Mahsa Jina Amini greps den 13 eller 14 september i Teheran av den iranska sedlighetspolisen för att hennes huvudsjal, hijab, inte täckte håret tillräckligt. Huvudduk är obligatoriskt i i landet sedan den iranska revolutionen 1979. Amini uppges ha blivit misshandlad, hamnat i koma och avled några dagar senare. Aminis familj, som inte trodde på polisens förklaring att hon dött av en hjärtattack, publicerade bilder på henne från sjukhuset vilket utlöste en omfattande protestvåg. Det utvecklades till demonstrationer där kvinnor tog av sig hijaben och skanderade slagord. Protesterna spred sig sedan till städer över hela Iran. Den iranska polisen försökte stoppa protesterna genom att skjuta mot demonstranterna och använda tårgas vilket orsakade många dödsfall och skadade. Regimen begränsade kraftigt befolkningens åtkomst till internet under protesterna.
Demonstranterna krävde rättvisa för Mahsa Jina Amini samt protesterade mot kravet på obligatorisk slöja genom att ta av sig sina slöjor, bränna dem och klippa av sig sitt hår. Aminis död har också blivit en symbol för den politiska och ekonomiska frustration många iranier upplever och det förtryck som upprätthålls av säkerhetsstyrkorna. Ayatolla Ali Khameni beskyllde USA och Israel för protesterna.
Den 4 april 2023 uppgav en människorättsorganisation att minst 537 personer, varav 68 barn hade dött i protesterna.

## Bakgrund
Sedan den iranska revolutionen 1979 har alla kvinnor innanför Irans gränser varit juridiskt skyldiga att helt täcka sitt hår offentligt med en hijab. Implementeringen av den impopulära lagen lättades under president Rouhanis mandatperiod 2013–2021, men intensifierades sedan under Rouhanis efterträdare, presidenten Ebrahim Raisi. Mahsa Jina Amini, en 22-årig kurdisk iransk kvinna, arresterades av Irans moralpolis den 14 september 2022 på grund av en "olämplig hijab". Polisen anklagades för att ha misshandlat henne och tillfogat en dödlig huvudskada; Amini dödförklarades den 16 september.